# Cuenca Mendel-Rydberg
La Cuenca Mendel-Ryberg (Mendel-Ryberg Basin en inglés) es una amplia depresión del relieve de la Luna originada por un impacto en el Período Nectárico, ubicada en el limbo sudoeste del satélite. Recibe su nombre de los cráteres Mendel (situado en su margen oeste) y Rydberg (de menor tamaño, localizado al norte del centro de la cuenca). Se encuentra al sur del Mare Orientale, otra cuenca más reciente y de mayor tamaño, cuyos materiales eyectados y efectos geomorfológicos se manifiestan sobre la cuenca más antigua.
En el centro posee una concentración de masa  (mascon) con un valor de la gravedad elevado, identificado mediante la toma de datos Doppler de la Luna efectuada por la nave Lunar Prospector.
Otros cráteres situados dentro de la cuenca son Guthnick, De Roy, Arrhenius, Yakovkin, Graff, Andersson, Chadwick, Fényi, Blanchard, y Baade. El Vallis Baade corta casi tangencialmente el brocal de la cuenca al nordeste. Entre los cráteres cercanos justo fuera del brocal exterior se encuentran Drude, Chant, Steklov, Lippmann, Petzval, Chappe, Pilâtre, Hausen, Pingré, e Inghirami. El cráter Bailly, de mayor tamaño, se halla al sureste. Al oeste, más allá de Lippmann, aparece la Cuenca Aitken.
No es una denominación oficial de la Unión Astronómica Internacional, aunque es un término comúnmente utilizado en textos selenográficos para referenciar otros elementos menores.

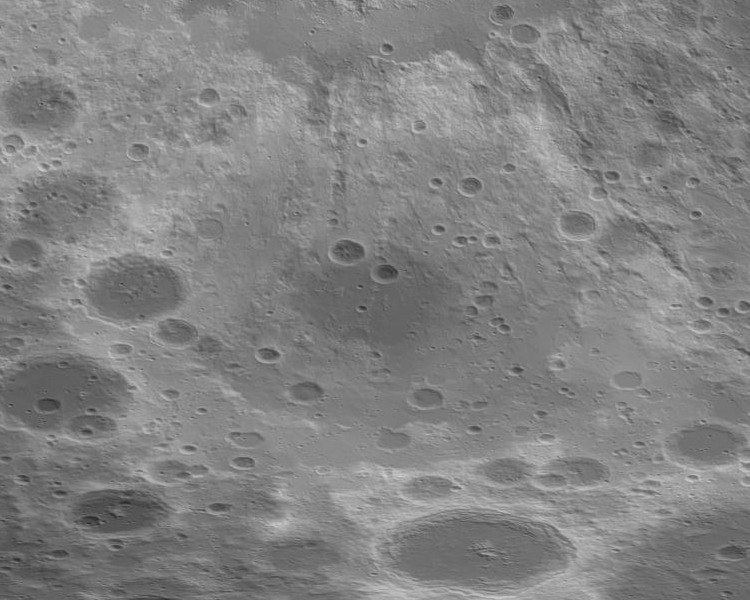
Mapa topográfico
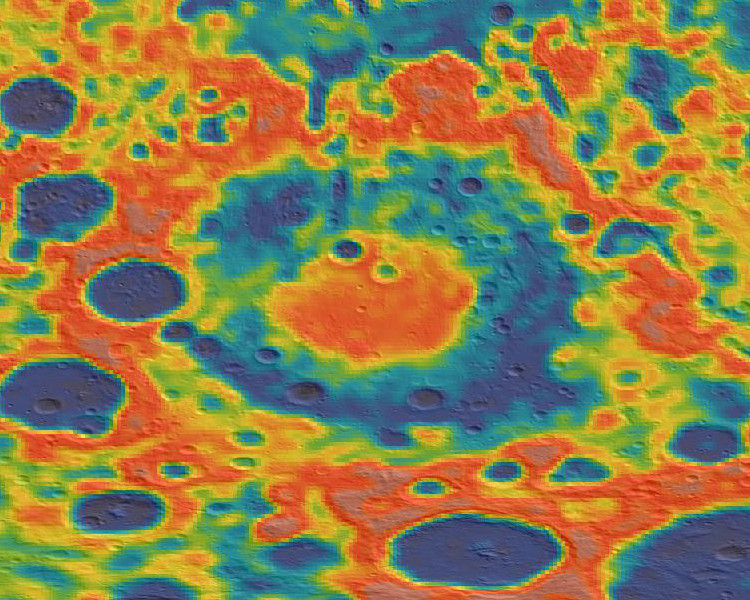
Mapa de gravedad basado en GRAIL